# The Breaks of the Game
The Breaks of the Game è un cortometraggio muto del 1915 diretto da Eugene Nowland.

## Produzione
Il film fu prodotto dalla Edison Company.

## Distribuzione
Distribuito dalla General Film Company, il film - un cortometraggio in una bobina - uscì nelle sale cinematografiche USA il 26 giugno 1915.